# Station Mathieu
Station is een spoorwegstation in de Franse gemeente Mathieu. Het station is gesloten.